# Briantes
Briantes é uma comuna francesa na região administrativa do Centro, no departamento Indre. Estende-se por uma área de 22,87 km². Em 2010 a comuna tinha 617 habitantes (densidade: 27 hab./km²).